# Arbas
Arbas é uma comuna francesa na região administrativa da Occitânia, no departamento do Alto Garona. Estende-se por uma área de 7.32 km², com 265 habitantes, segundo o censo de 2018, com uma densidade de 36 hab/km².